# El Jícaro, El Progreso
El Jícaro é um município da Guatemala do departamento de El Progreso.